# Tressan
Tressan – miejscowość i gmina we Francji, w regionie Oksytania, w departamencie Hérault.
Według danych na rok 1990 gminę zamieszkiwało 299 osób, a gęstość zaludnienia wynosiła 76 osób/km² (wśród 1545 gmin Langwedocji-Roussillon Tressan plasuje się na 627. miejscu pod względem liczby ludności, natomiast pod względem powierzchni na miejscu 1055.).